# Sandesneben
Sandesneben település Németországban, Schleswig-Holstein tartományban. Lakosainak száma 1872 fő (2023. december 31.).

## Népesség
A település népességének változása:
| Lakosok száma | 735  | 1813 | 1829 | 1859 | 1886 | 1872 |
|               | 1975 | 2017 | 2019 | 2021 | 2022 | 2023 |